# Bilinda Butcher
Bilinda Jayne Butcher (Londres, 16 de setembro de 1961) é uma musicista, cantora e compositora inglesa, conhecida por ser a vocalista e guitarrista da banda de rock alternativo My Bloody Valentine.

## Carreira
Butcher foi escolhida como vocalista da banda My Bloody Valentine em 1987. Ela substituiu o vocalista original David Conway. No teste para a banda, ela cantou "The Bargain Store", de Dolly Parton.
Butcher cantou nos álbuns Strawberry Wine e Ecstasy de 1987 e cantou e tocou guitarra em todos os álbuns da banda, exceto Loveless de 1991. Ela deixou a banda em 1997 e retornou em 2013.

## Vida pessoal
Butcher tem três filhos: Toby, Davy e Billy. Durante os anos 90, namorou Kevin Shields.

## Discografia
- Isn't Anything (1988)
- Loveless (1991)
- m b v (2013)